# Ratzeburg
Ratzeburg  város Németországban, Schleswig-Holstein szövetségi tartományban.

## Fekvése
Schleswig-Holstein keleti részén, a Ratzenburgi-tó (Ratzeburger-See) egy szigetén épült. Központja mintegy 2 km-re van a Mecklenburg-Elő-Pomerániai határtól. A legközelebbi nagyvárosok Lübeck (20 km-re északra) és a mecklenburgi Schwerin (45 km-re keletre).

## Története
A Ratzenburgi-tó egy szigetén épült különösen szép fekvésű várost három töltéds köti össze a szárazfölddel. Meglepően korszerű alakzatú utcahálózatát annak köszönheti, hogy egy nagy tűzvész után 1700 körül - az egykori okmány szerint - "Mannheim város példáját követve" tervszerűen épült újjá: a szabályos négyszögű piactérről a Markplatztól minden égtáj felé sugárban futnak ki az utcák. A város legrégibb épületei a piactéren állnak, köztük két egykori középület: a Kreishaus és az'Alte Wache. Itt találhatóxa 18. század végén épült protestáns templom (Stadtkirche St. Petri). A templom közelében áll a kiváló német művész emlékét őrző Barlach-ház (Ernst Barlach-Gedenstätte)is.
Írott forrásban elsőként 1062-ben tűnik fel  mint Racesburg. 1154 püspöki székhelye lett. 
1648-ban a vesztfáliai béke eredményeképpen a Ratzeburgi Püspökség a Mecklenburg-Schwerin hercegének birtoka lett.
1701-ben Ratzeburg a mecklenburg-strelitzi hercegséghez került.

## Nevezetességei
- Ernst Barlach múzeum

## Híres emberek
- Ernst Barlach (1870-1938) német szobrász, grafikus és író itt töltötte ifjúságát és itt is temették el Dermin elővárosában. Sírját, amelyet a Rartingeni-tó partján a Königsdammon át lehet elérni, az Éneklő Novicius című szobrának másolata díszíti. (Az eredeti Barlach másik két szobrával együtt a lübecki Katalin-templom apszis-fülkéiben látható)

## Kultúra
- Hajózási Múzeum (Schiffahrtsmuseum)

## Oktatás
- A  gimnázium (mint iskola már 1160 óta létezik)

## Gáleria

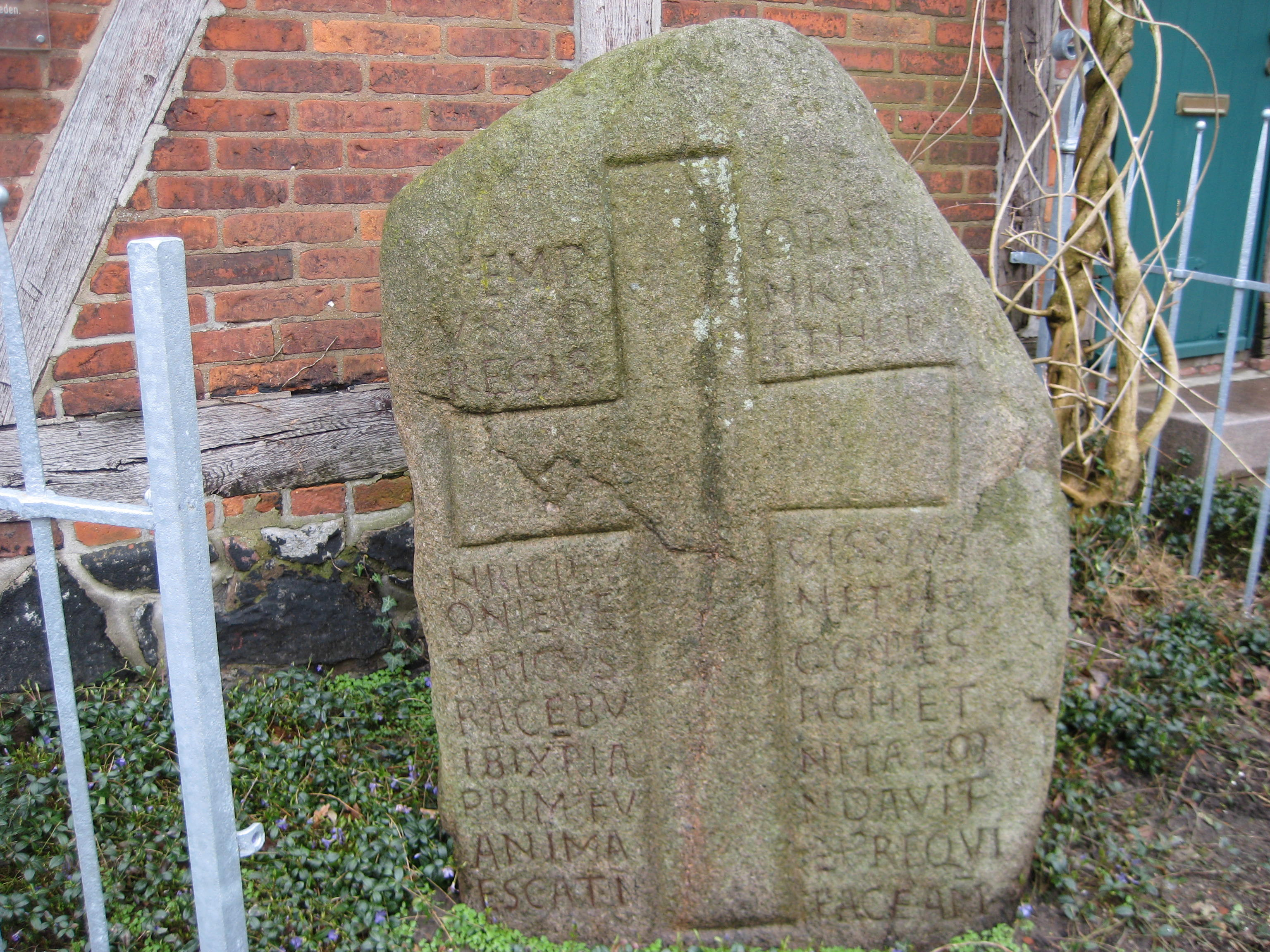
Heinrichstein
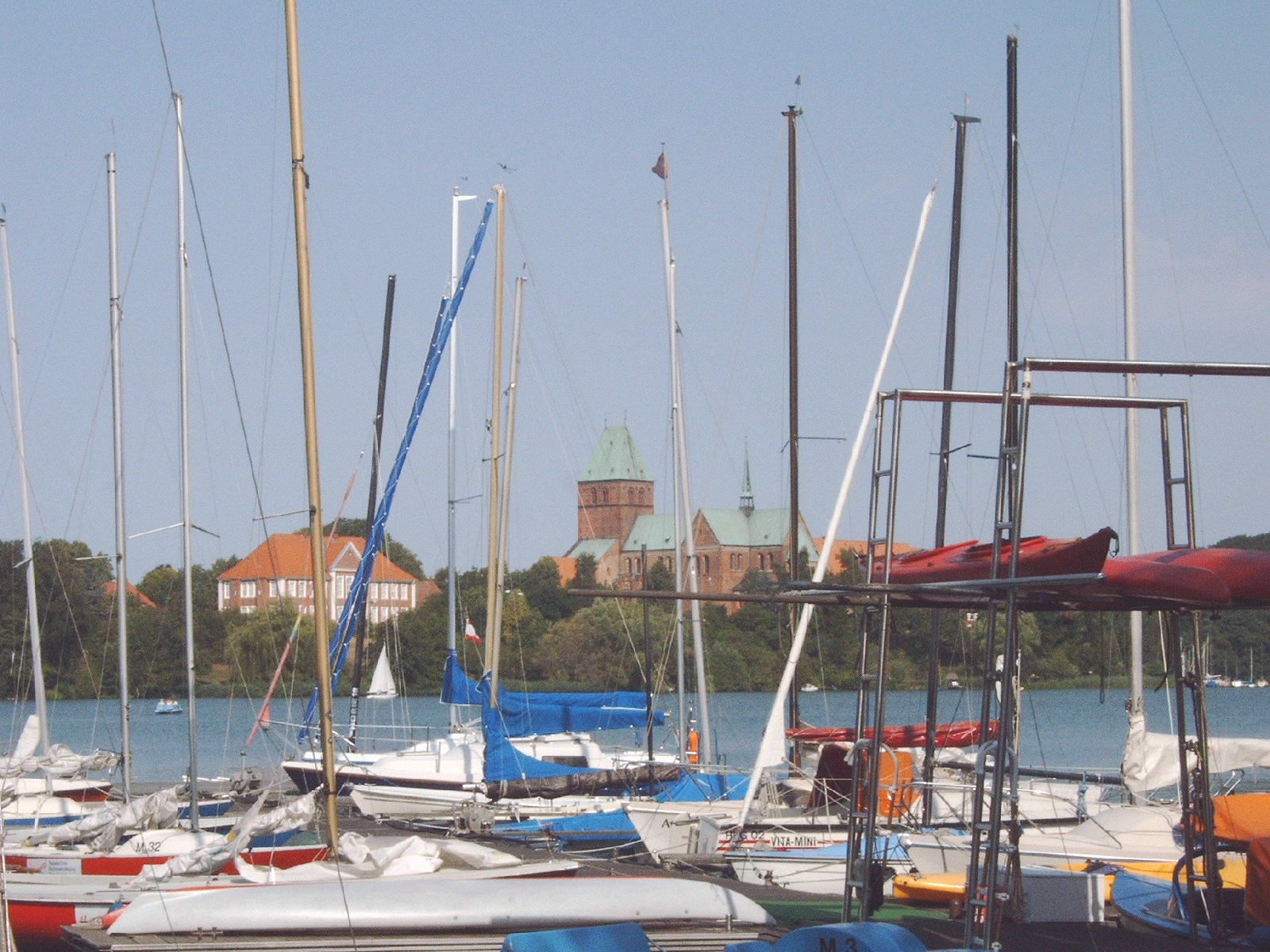
A ratzeburgi tó a szigettel
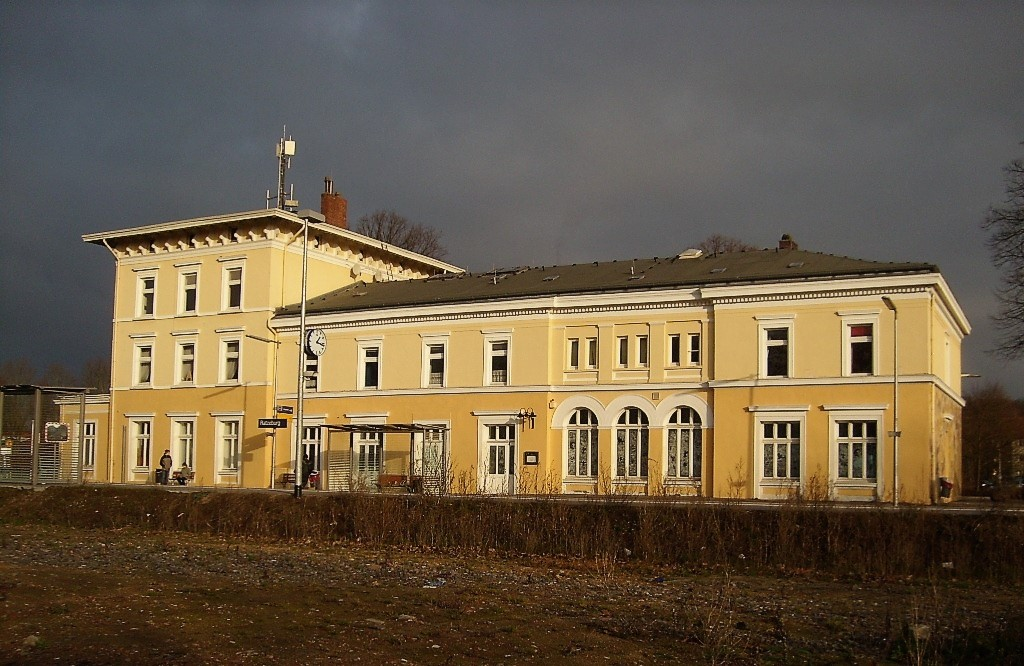
Az állomás
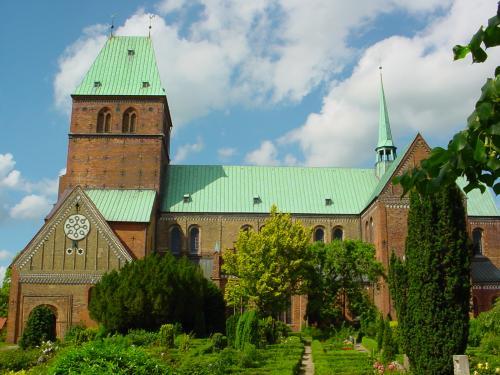
A temploma
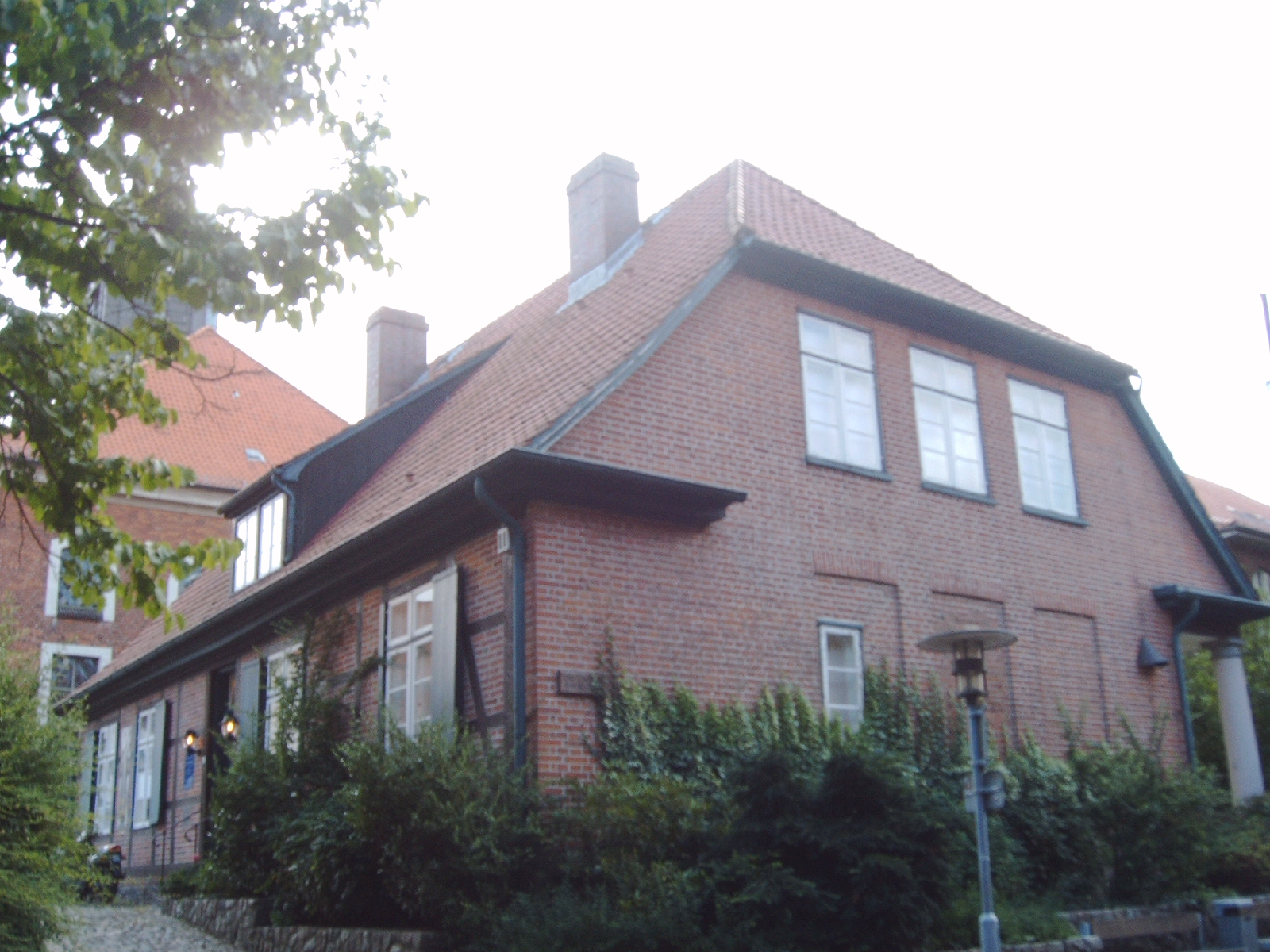
Ernst Barlach múzeum
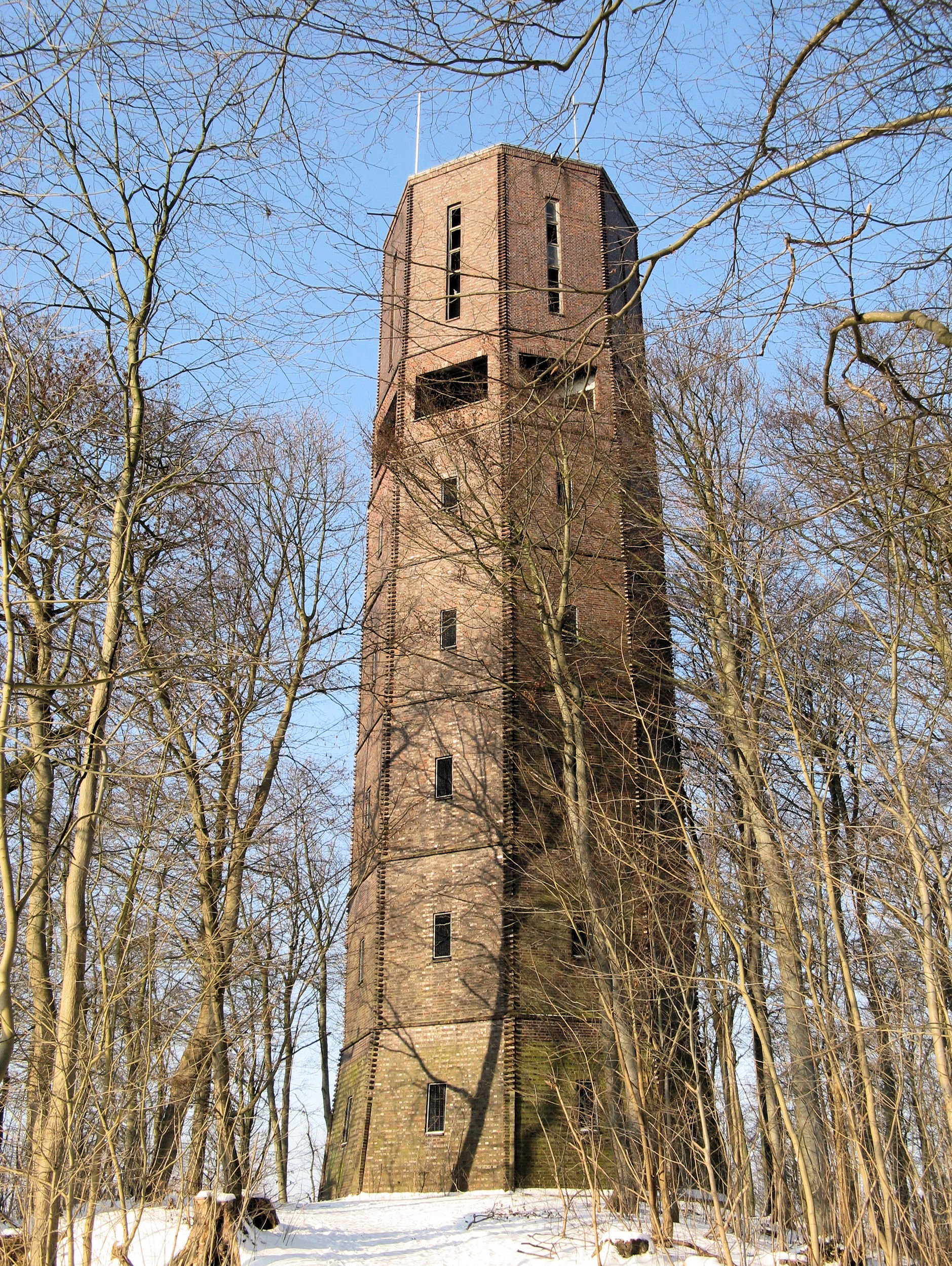
A vízi-torony

## Fordítás
- Ez a szócikk részben vagy egészben a Ratzeburg című német Wikipédia-szócikk fordításán alapul.  Az eredeti cikk szerkesztőit annak laptörténete sorolja fel. Ez a jelzés csupán a megfogalmazás eredetét és a szerzői jogokat jelzi, nem szolgál a cikkben szereplő információk forrásmegjelöléseként.